# Sue, Fukuoka
Sue (japanska: 須恵町?, Sue-machi) är en landskommun (köping) i Fukuoka prefektur i Japan. 